# Liste der Burgergemeindepräsidenten der Stadt Bern

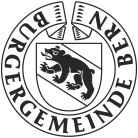
Logo der Burgergemeinde Bern (2013)

Die Liste der Burgerratspräsidenten von Bern zeigt chronologisch alle Burgerratspräsidenten und Präsidenten der Burgergemeinde Bern.

## Abkürzungen für Parteizugehörigkeit
- VBB: Vereinigung Burgerliches Bern[1]
- StBV: Stadtbernischer Burgerverband[2]

## Liste der Burgerratspräsidenten
| Name                               | Richtung | Amtszeit  | Geboren | Gestorben |
| ---------------------------------- | -------- | --------- | ------- | --------- |
| Albrecht Viktor von Tavel          |          | 1850–1853 | 1791    | 1854      |
| Rudolf August von Tscharner        |          | 1853–1865 | 1804    | 1882      |
| Ferdinand Johann Rudolf von Sinner |          | 1866–1888 | 1830    | 1901      |
| Bernhard Studer                    |          | 1889      | 1820    | 1911      |
| Alexander Ludwig Amedée von Muralt |          | 1890–1909 | 1829    | 1909      |
| Karl David Friedrich von Fischer   |          | 1909–1933 | 1865    | 1953      |
| Roger Marcuard                     |          | 1934–1941 | 1870    | 1950      |
| Friedrich von Fischer              |          | 1942–1946 | 1885    | 1946      |
| Albrecht von Graffenried           | StBV     | 1946–1961 | 1892    | 1976      |
| Hans Weyermann                     | VBB      | 1962–1968 | 1895    | 1989      |
| Georges Thormann                   | StBV     | 1969–1984 | 1912    | 2000      |
| Hans Wildbolz                      | VBB      | 1985–1990 | 1919    | 1997      |
| Rudolf von Fischer                 | StBV     | 1991–1997 | 1929    | 2017      |

## Liste der Burgergemeindepräsidenten
| Name                  | Partei/Richtung | Amtszeit  | Geboren | Gestorben |
| --------------------- | --------------- | --------- | ------- | --------- |
| Kurt Hauri            | VBB             | 1998–2003 | 1936    | 2009      |
| Franz von Graffenried | StBV            | 2003–2010 | 1941    | 2018      |
| Rolf Dähler           | VBB             | 2010–2017 | 1947    |           |
| Bernhard Ludwig       | StBV            | 2017–2022 | 1953    |           |
| Bruno Wild            | VBB             | 2023–     | 1961    |           |